# Adrian der Tulpendieb
Adrian der Tulpendieb (en français, Adrian, le voleur de tulipes) est une série télévisée ouest-allemande diffusée en 1966.
Il s'agit de l'adaptation du roman d'Otto Rombach (de), paru en 1936.
La série est la première série allemande entièrement tournée en couleur. Elle est diffusée pour la première fois dans le programme test de la télévision couleur allemande en 1966. Le début officiel de la télévision couleur en Allemagne n'a lieu que le 25 août 1967. La série est ensuite rediffusée dans le programme du soir de l'ARD.

## Synopsis
Dans les Provinces-Unies, en 1637, le travailleur de la tourbe Adrian vole trois précieux bulbes de tulipes dans le jardin de son employeur Hendrik van der Maassen et les remplace par des oignons végétaux ordinaires. Il espère devenir riche rapidement en profitant de la tulipomanie, mais Adrian doit inventer quelques mensonges lorsqu'il vend "ses" tulipes. Avec l'argent, Adrian achète plus de bulbes de tulipes et devient progressivement le "Roi des tulipes" et veut maintenant se marier. Cependant, sa séduction de la gouvernante de van der Maassen Christitje est infructueuse, elle attend le capitaine du navire de van der Maassen, le Zuiderland, Josias. Peu de temps après qu'Adrian termine la vente du plus cher de tous les bulbes de tulipes, le "Semper Augustus", Josias, attendu depuis longtemps, réapparaît et commet une grave erreur : il prend le "Semper Augustus" pour un oignon ordinaire et le mange avec délectation dans un repas aux harengs. Adrian est au bord de la faillite.

## Épisodes
- Die Freundschaft
- Der Wurm aus Leyden
- Die Festung
- Die Semper Augustus
- Die Maskerade
- Die Zuiderland

## Fiche technique
- Titre : Adrian der Tulpendieb
- Réalisation : Dietrich Haugk (de)
- Scénario : István Békeffy (de), Dietrich Haugk
- Musique : Hermann Thieme (de)
- Direction artistique : Hans Ehegartner, Roman Weyl (de)
- Costumes : Gaby Frey
- Photographie : Günther Senftleben
- Producteur : Eberhard Krause
- Société de production : Deutsche Verlags- und Fernseh GmbH, Westdeutsches Werbefernsehen
- Société de distribution : Iris-Film
- Pays d'origine :  Allemagne de l'Ouest
- Langue : allemand
- Format : Couleur - 1,33:1 - Mono - 35 mm
- Genre : Aventures
- Durée : 6 épisodes de 25 minutes, version cinéma : 110 minutes
- Dates de première diffusion :
  -  Allemagne de l'Ouest : 18 avril 1966 sur Das Erste.

## Distribution
- Heinz Reincke : Adrian
- Günther Neutze (de) : Hendrik van der Maassen
- Eva Christian : Christintje
- Benno Sterzenbach : le capitaine Josias
- Peter Arens (de) : Willem van Hooven
- Karl Lieffen : Kaspar
- Eva Maria Meineke : Madame du Fresne
- Signe Seidel : Truus van der Maassen, la fille
- Klaus Höhne : Fischer
- Hans Helmut Dickow (de) : le chanteur de ballade
- Erna Sellmer (de) : la vieille tante d'Adrian
- Walter Ladengast : le secrétaire de mairie
- Willi Rose (de) : le fermier des friches
- Robert Meyn : le fermier Vinckboon
- Heinz Leo Fischer (de) : le moine
- Herbert Steinmetz (de) : Müller Bottebacker